# Verkehrsschildkröte

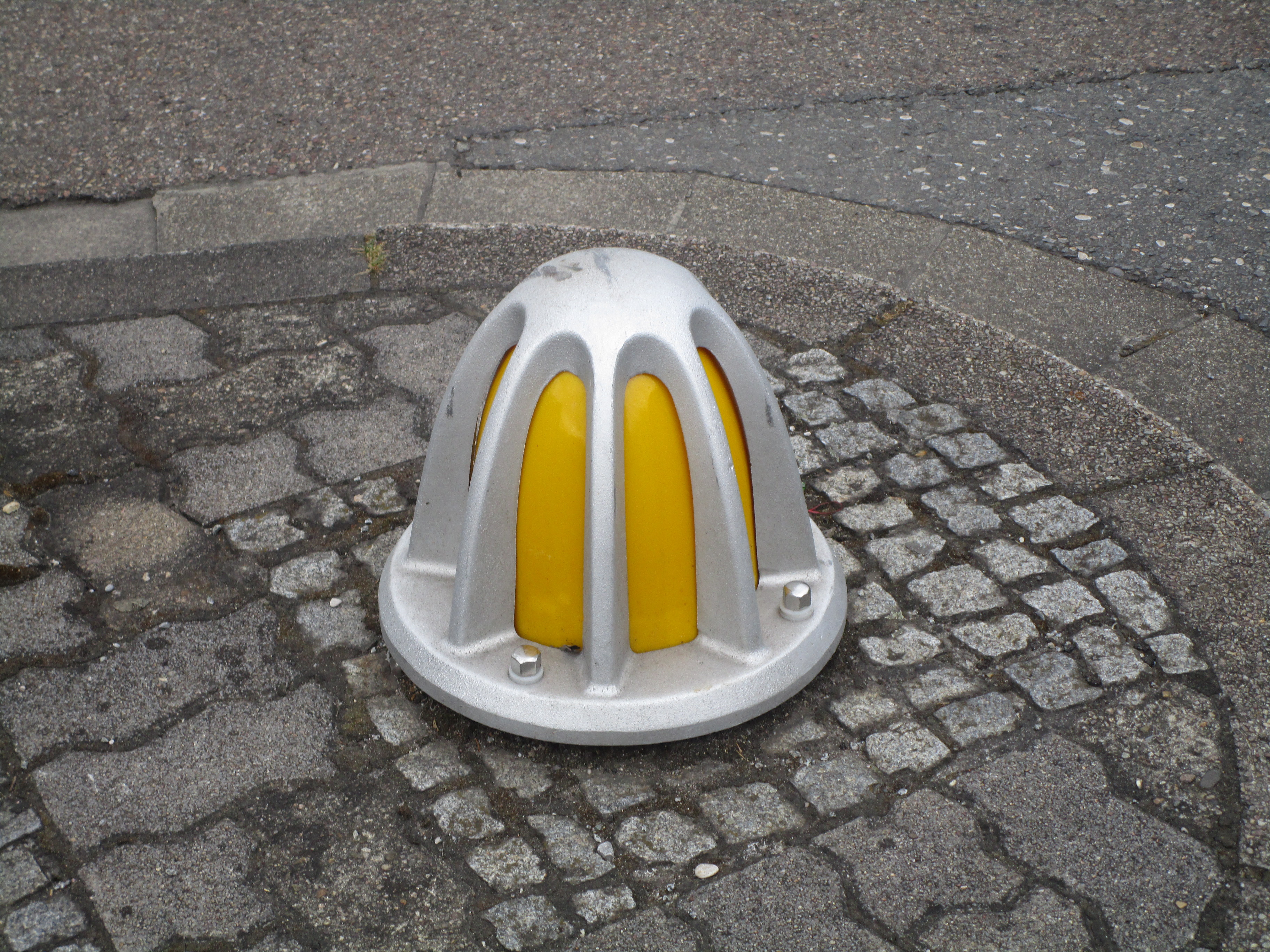
Eine Verkehrsschildkröte an einer Kreuzung in Heidelberg

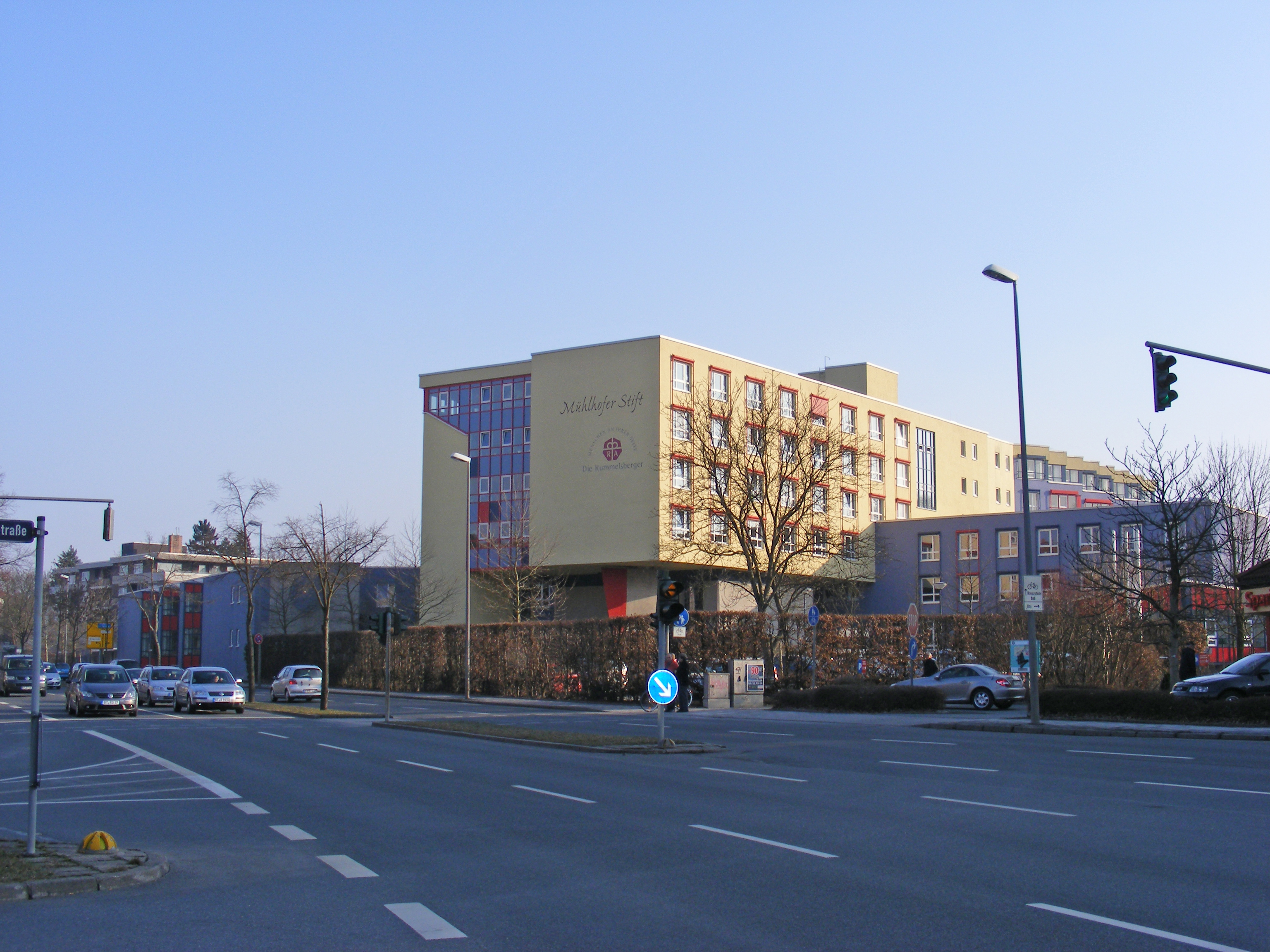
Bayreuth, Wittelsbacherring und Friedrichstraße: Verkehrsschildkröte (links unten im Bild; Aufnahmejahr 2011)

Eine Verkehrsschildkröte ist eine beleuchtete Leiteinrichtung und gehört zur Straßenausstattung. Sie dient dazu, dem Fahrzeugführer die Verkehrsführung an Verkehrsinseln vor allem bei Dunkelheit zu verdeutlichen. Der Körper der Verkehrsschildkröte besteht oft aus einem Stahlguss-Rahmen, der zum Teil in den Boden eingelassen ist. Darin eingeschlossen ist eine gelbe Makrolon-Kuppel mit darunterliegendem Leuchtmittel.
Auch Varianten mit einem Korpus als Betonhalbkugel, bzw. Segment einer Betonhalbkugel, mit kleinen gelben Reflektoren werden als Verkehrsschildkröte bezeichnet.

## Geschichte
In den 1920er Jahren war ein „Nächtlich beleuchtetes Warnungszeichen an gefährlichen Straßenkreuzungen“ in der StVO enthalten, in der Verordnung vom 16. März 1928 nicht mehr. In Deutschland war danach die Verkehrsschildkröte im Gegensatz zu anderen Leiteinrichtungen, wie etwa Leitpfosten, keine Verkehrseinrichtung gemäß der StVO. In den 1950er Jahren wurden in Berlin sogenannte Verkehrsschildkröten an Kreuzungen und Einmündungen angebracht. Einige Kommunen haben bestehende Verkehrsschildkröten bis heute noch nicht durch andere Einrichtungen ersetzt.